# Tifton
Tifton – miasto w Stanach Zjednoczonych, w stanie Georgia, siedziba administracyjna hrabstwa Tift. Według spisu w 2020 roku liczy 17 tys. mieszkańców. 